# Daniel Huybrechts
Daniel Huybrechts (Berlim, 9 de novembro de 1966) é um matemático alemão, especialista em geometria algébrica.
Huybrechts  estudou matemática na Universidade Humboldt de Berlim, onde obteve o diploma em 1989. Obteve um doutorado em 1992 na Universidade Humboldt de Berlim, orientado por Herbert Kurke, com a tese Stabile Vektorbündel auf algebraischen Flächen. Tjurins Methode zum Studium der Geometrie der Modulräume.
Foi palestrante convidado do Congresso Internacional de Matemáticos em Hyderabad (2010: Hyperkähler Manifolds and Sheaves).

## Publicações selecionadas
- Fourier-Mukai transforms in Algebraic Geometry, Oxford Mathematical Monographs, 2006
- Complex geometry - an introduction, Springer, Universitext, 2004
- com Stefan Schröer: «The Brauer group of analytic K3 surfaces». International Mathematics Research Notices (50): 2687–2698. 2003
- com Dominic Joyce, Mark Gross: Calabi-Yau manifolds and related geometries, Springer 2002.
- com Manfred Lehn: The geometry of moduli spaces of sheaves, Vieweg, Aspects of Mathematics, 1997 Huybrechts, Daniel; Lehn, Manfred (2010). 2nd edition. [S.l.]: Cambridge University Press. ISBN 9780511711985. doi:10.1017/CBO9780511711985
- Huybrechts, Daniel (1999). «Compact hyper-Kähler manifolds: basic results». Invent. Math. 135 (1): 63–113. arXiv:math/0106014. doi:10.1007/s002220050280 arxiv.org preprint